# Schefflera magnifolia
Schefflera magnifolia är en araliaväxtart som beskrevs av José Cuatrecasas. Schefflera magnifolia ingår i släktet Schefflera och familjen araliaväxter. Inga underarter finns listade.